# Рудык, Степан
Степан Рудык (укр. Степан Рудик; 1890, Тисьмениця, ныне Ивано-Франковская область Украины — 1941, место смерти неизвестно) — украинский политический деятель коммунистического толка, журналист.

## Биография
Один из вдохновителей пробольшевистского движения в Западной Украине и член Коммунистической партии Западной Украины (КПЗУ). Как журналист, писал статьи на злободневную для галицких крестьян тематику, а также на общеполитические темы. В 1923—1931 годах редактировал во Львове литературно-политический ежемесячник «Культура» (марксистской направленности). 
С годами, все более отстаивал проукраинское и анстисталинистское социалистическое направление движения, тем самым пойдя против промосковски настроенных членов КПЗУ. Отказавшись осудить Левую оппозицию в ВКП(б) и «уклон» Александра Шумского и Миколы Хвылевого в УССР, в 1927 году был исключён из партии как апологет и защитник «шумскизма» и «хвылевизма». 
Однако Рудик не оставил своих идей и возглавил «оппозиционную фронду», объединяя в течение 1927—1939 годов проукраински и троцкистски настроенных западноукраинских коммунистов. Совместно с Романом Роздольским и Людвиком Розенбергом редактировал троцкистское издание «Жизнь и слово» («Життя і слово»), в котором перепечатывались статьи Троцкого и анализировались репрессии против старых большевиков в Советском Союзе, а также велась борьба против правых националистических настроений.
После присоединения Западной Украины к УССР в 1939 году Степана Рудика арестовали. Погиб без следа около 1941 года, пав жертвой сталинских репрессий, как и большинство видных деятелей КПЗУ.